# Хайден, Том
Томас Эммет «Том» Хейден (англ. Tom Hayden; 11 декабря 1939 — 23 октября 2016) — американский левый, правозащитный, антивоенный общественный активист, ставший либеральным политическим деятелем. Бывший муж американской актрисы Джейн Фонда, впоследствии муж канадской актрисы Барбары Уильямс; отец актёра Троя Гэрити.

## Биография
Родился в Детройте в рабочей семье ирландского происхождения, бывшей прихожанами прихода праворадикального католического священника Чарльза Кофлина. Во время учёбы в Мичиганском университете демонстрировал превосходные успехи и был редактором студенческой газеты Michigan Daily.
Недовольный конформизмом и антирадикализмом существующих студенческих организаций, он рано присоединился к объединению «Студенты за демократическое общество», созданном на базе социалистической Лиги за индустриальную демократию в 1960—1961 годах. В 1961 году женился на Сандре «Кэйси» Кэсон, работавшей в Студенческом координационном комитете ненасильственных действий, боровшимся за гражданские права афроамериканцев. Сам Том присоединился к «ездокам свободы», противодействовавшим расовой сегрегации в южных штатах.
Один из первых американских «новых левых» и теоретиков партисипативной демократии, автор программного документа организации «Студенты за демократическое общество» — «Порт-Гуронской декларации». Получил известность в 1960-х за свою важную роль в антивоенных протестах против войны во Вьетнаме, движении за гражданские права чернокожих и радикальной интеллектуальной контркультуре.
В 1965 году он, выступая против американского военного вмешательства в Индокитае, вместе с членом Коммунистической партии США, историком Гербертом Аптекером и квакером, борцом за мир Стотоном Линдом совершил резонансный визит в Северный Вьетнам (Ханой и места, пострадавшие от бомбардировок США), по итогам которого опубликовал книгу, которая так и называлась «Другая сторона» (The Other Side), где в отличие от официальной американской пропаганды агрессором выставлялись США, а Вьетнам описывался Хайденом в качестве пострадавшей стороны. За указанную поездку и её освещение Хайдена регулярно называли «предателем» и другими оскорбительными словами, он неоднократно подвергался нападкам со стороны американских правых. Впоследствии благодаря его контактам с вьетнамцами удалось освободить несколько групп военнопленных американцев. 
За свою деятельность неоднократно подвергался арестам. Так, был одним из «Чикагской семёрки» — левых активистов (включая йиппи Эбби Хоффмана и Джерри Рубина), обвиняемых в организации «беспорядков» во время Национального съезда Демократической партии в 1968 году.
С 1976 года, значительно умерив свои взгляды, выдвигал свою кандидатуру на различных выборах. С 1982 по 1992 год был членом собрания штата Калифорния, а в 1992—2000 годах — Сената штата. Внутри Демократической партии представлял отстаивавшую прогрессивные ценности группу «Прогрессивные демократы Америки», входил в её консультативный совет. Поддерживал альтерглобалистское движение (в 1999 году выступил на протестах против саммита ВТО в Сиэтле) и протесты против войны в Ираке. В 2008 году активно поддерживал президентскую кампанию Барака Обамы.
Был директором ресурсного центра мира и справедливости в Лос-Анджелесе, Калифорния. Преподавал многочисленные курсы о социальных движениях в ряде американских университетов. Был автором или редактором 19 книг, включая сборник его работ The Long Sixties: From 1960 to Barack Obama, Writings for a Democratic Society: The Tom Hayden Reader.